# عروة (اسم)
عروة هو اسم علم مذكر من أصل عربي، ومعناه هو الأسد؛ وأيضًا الشجر الملتف الذي لا يسقط ورقه شتاءً، ما يوثق بهما يعول عليه، قال تعالى: ﴿فَمَنْ يَكْفُرْ بِالطَّاغُوتِ وَيُؤْمِنْ بِاللَّهِ فَقَدِ اسْتَمْسَكَ بِالْعُرْوَةِ الْوُثْقَى لَا انْفِصَامَ لَهَا﴾ [البقرة:256]، والعروة الوثقى في الآية العقيدة المحكمة الوثيقة.

## شخصيات تحمل الاسم
- عروة البارقي ( – 681)
- عروة بن أسماء
- عروة بن الزبير (تابعي ومحدث ومؤرخ مسلم، وأحد فقهاء المدينة السبعة، 644 – 713)
- عروة بن المغيرة بن شعبة
- عروة بن الورد (عروة الصعاليك، القرن 6 – القرن 6)
- عروة بن حدير التميمي
- عروة بن حزام
- عروة بن مسعود الثقفي ( – 630)
- عروة نيربية (منتج أفلام سوري، 16 ديسمبر 1977 – )

## وصلات خارجية
- موسوعة السلطان قابوس لأسماء العرب نسخة محفوظة 5 أبريل 2019 على موقع واي باك مشين.